# Rpeak
Le Rpeak est un indice permettant d'évaluer la performance théorique d'un microprocesseur. On l'obtient en prenant le nombre d'opérations en virgule flottante (additions + multiplications, avec forte précision) que le cpu peut effectuer sur un certain temps, en général un cycle machine. Par exemple un Itanium 2 à 2 GHz qui peut effectuer 4 opérations par cycle a un Rpeak théorique de 8 Giga FLOPS.
Il s'agit d'un indicateur de performance très utilisé dans le domaine du calcul haute performance, souvent associé à l'indice Rmax. Le Rpeak permet de calculer la puissance théorique d'un cluster, en additionnant simplement les Rpeak des machines qui le composent.